# Великобритания на «Евровидении-1962»
Великобритания принимала участие в Евровидении 1962 , проходившем в Люксембурге, Люксембург. На конкурсе её представил Ронни Кэрролл с песней «Ring-a-ding girl», выступавший под номером 13. В этом году страна получила 10 баллов, разделив 4 и 5 места с Югославией, которая получила такое же количество баллов. Комментаторами конкурса от Великобритании в этом году стали Дэвид Джейкобс и Питер Хэйх, а глашатаем — Алекс Макинтош.

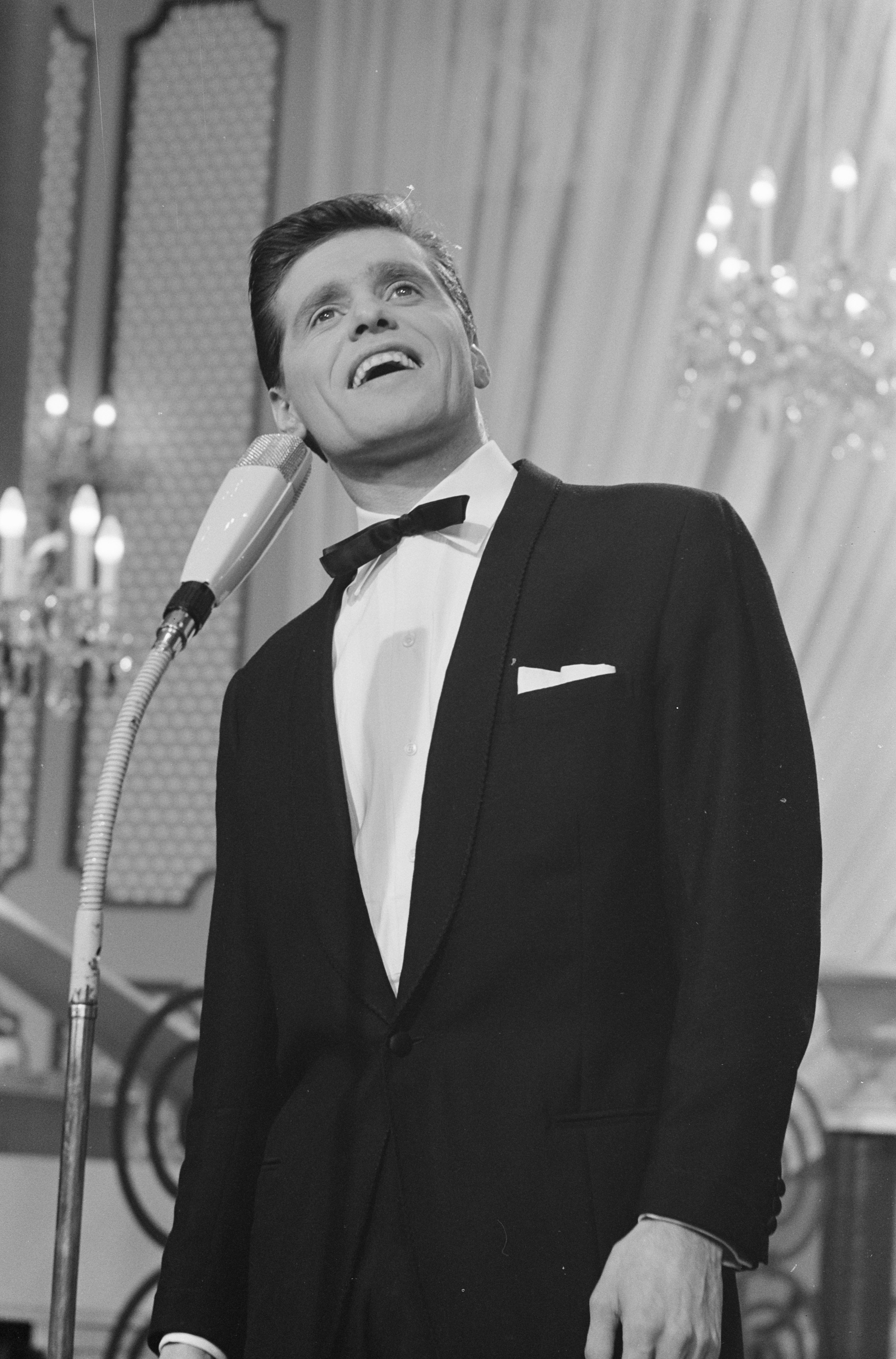
Ронни Кэрролл во время выступления на «Евровидении-1962»

## Национальный отбор[5]
| Номер | Артист             | Песня                                    | Баллы | Место |
| ----- | ------------------ | ---------------------------------------- | ----- | ----- |
| 1     | Robb Storme        | «Pretty hair and angel eyes»             | 12    | 5-е   |
| 2     | The Brook Brothers | «Tell tale»                              | 7     | 8-е   |
| 3     | Jackie Lee         | «There's no one in the whole wide world» | 3     | 9-е   |
| 4     | Johnny Angel       | «Look, look little angel»                | 11    | 6-е   |
| 5     | Karl Denver        | «Never goodbye»                          | 15    | 4-е   |
| 6     | Doug Sheldon       | «My kingdom for a girl»                  | 2     | 10-е  |
| 7     | Ронни Кэрролл      | «Ring-a-ding girl»                       | 59    | 1-е   |
| 8     | Brad Newman        | «Get a move on»                          | 1     | 12-е  |
| 9     | Rikki Price        | «You're for real»                        | 2     | 10-е  |
| 10    | Frank Ifield       | «Alone too long»                         | 26    | 2-е   |
| 11    | Донна Даглас       | «The message in a bottle»                | 19    | 3-е   |
| 12    | Kenny Lynch        | «There's never been a girl»              | 11    | 6-е   |

Национальный отбора состоялся 11 февраля 1962 года в телецентре BBC в Лондоне, победитель определялся 14 региональных жюри. Национальный отбор выиграл Ронни Кэрролл с песней «Ring-a-ding girl» с большим отрывом от остальных участников. Кэролл уже участвовал в отборе в 1960 году, пройдя в финал.

## Страны, отдавшие баллы Великобритании
Каждый член жюри мог распределить 6 очков: 3 — лучшей песне, 2 — второй и 1 — третьей. Песня с наибольшим количеством очков получала 3 очка, со вторым результатом — 2 очка, с третьим — одно очко: это считалось окончательным голосом и объявлялось как часть «Голоса Европейского жюри».
| Отдали Великобритании… | Отдали Великобритании…    | Отдали Великобритании… |
| 3 балла                | 2 балла                   | 1 балл                 |
| ---------------------- | ------------------------- | ---------------------- |
| Финляндия              | Югославия Швейцария Дания | Испания                |

## Страны, получившие баллы от Великобритании
| 3 балла | Финляндия |
| 2 балла | Германия  |
| 1 балл  | Франция   |